# Saint-Sever-de-Rustan
Saint-Sever-de-Rustan település Franciaországban, Hautes-Pyrénées megyében. Lakosainak száma 158 fő (2022. január 1.). Saint-Sever-de-Rustan Montégut, Montégut-Arros, Bouilh-Devant, Fréchède, Laméac, Mansan, Mazerolles, Moumoulous, Peyrun és Sénac községekkel határos.

## Népesség
A település népessége az elmúlt években az alábbi módon változott:
| Lakosok száma | 164  | 173  | 176  | 173  | 169  | 165  | 161  | 159  | 158  |
|               | 2013 | 2015 | 2016 | 2017 | 2018 | 2019 | 2020 | 2021 | 2022 |